# Papete
José de Ribamar Viana, conhecido como Papete  (Bacabal - Maranhão, 8 de novembro de 1947 — São Paulo - São Paulo, 26 de maio de 2016), foi um cantor, compositor e percussionista maranhense de renome internacional.

## Biografia
Papete estudou no Colégio Marista Maranhense. Estudou também reportagem fotográfica em São Paulo.
Trabalhou por sete anos em uma casa de música, o Jogral, onde deu inicio a sua trajetória musical. Além disso, Trabalhou como produtor, pesquisador e arranjador na produtora Discos Marcus Pereira.
Foi eleito um dos três melhores percussionistas do mundo quando participou do Festival de Jazz de Montreux na Suíça nos anos de 1982, 1984 e 1987.
Também acompanhou o músico italiano Angelo Branduardi na década de 80, se apresentou com o saxofonista japonês Sadao Watanabe, com Toquinho e Vinicius, e posteriormente com Toquinho, por treze anos fazendo com este mais de mil apresentações em mais de vinte países.
Trabalhou com os maiores artistas da MPB, como Paulinho da Viola, Miucha, Rosinha de Valença, Paulinho Nogueira, Marília Medalha, Chico Buarque, Sá e Guarabira, Almir Sater, Rita Lee, Diana Pequeno, Renato Teixeira, Martinho da Vila, entre outros.
Morreu em 26 de maio de 2016, em São Paulo,  vítima de um câncer de próstata, aos 68 anos.

## Papete e a cultura maranhense
Foi o único artista maranhense a ter um show exclusivo com repertório voltado para a cultura de seu Estado.[carece de fontes?]
Desenvolveu projetos voltados para o registro e  divulgação  da música maranhense, entre eles o "Ouro de mina".
Compôs com Josias Sobrinho as canções e o libreto da ópera popular "Catirina", marco da cultura maranhense nos anos noventa.
Um dos últimos projetos que coordenou deu origem à obra Os Senhores Cantadores, Amos e Poetas do Bumba Meu Boi do Maranhão lançado em novembro de 2015

## Discografia
- Berimbau e percussão (Discos Marcus Pereira - 1975)
- Bandeira de aço (Discos Marcus Pereira - 1978)
- Água de Coco (1980/1979)
- Planador (1982)
- Papete (1987)
- Rompendo fogo (1989)
- Bela Mocidade (1991)
- Voz dos arvoredos (1992)
- Laço de Fita (1994)
- Música Popular Maranhense) (1995)
- PAPETE (1996)
- O melhor de Papete (1997)
- Tambô (1999)
- Era uma vez... (2004)
- Jambo (2006)
- Aprendiz de cantador (2008)
- Estrada da Vitoria ( 2010)
- Senhor José (2013)

## Cronologia
- 1947 - 8 de novembro: Nasceu José de Ribamar Viana, conhecido como Papete, em Bacabal, Maranhão.
- Década de 1970: Iniciou sua trajetória musical trabalhando por sete anos na casa de música Jogral.[4]
- Década de 1970: Trabalhou como produtor, pesquisador e arranjador na produtora Discos Marcus Pereira.
- 1975: Lançou o álbum "Berimbau e Percussão" pela Discos Marcus Pereira.[5]
- 1978: Lançou o álbum "Bandeira de Aço" pela Discos Marcus Pereira.[6]
- 1979/1980: Lançou o álbum "Água de Coco".[7]
- 1982: Lançou o álbum "Planador".[8]
- 1982: Participou do Festival de Jazz de Montreux, na Suíça, sendo eleito um dos 3 melhores percussionistas.[9]
- 1984: Participou novamente do Festival de Jazz de Montreux.[10]
- 1987: Lançou o álbum "Papete".
- 1987: Participou pela terceira vez do Festival de Jazz de Montreux.
- 1989: Lançou o álbum "Rompendo Fogo".
- 1991: Lançou o álbum "Bela Mocidade".
- 1992: Lançou o álbum "Voz dos Arvoredos".
- 1994: Lançou o álbum "Laço de Fita".
- 1995: Lançou o álbum "Música Popular Maranhense".
- Década de 1990: Compôs, com Josias Sobrinho, as canções e o libreto da ópera popular "Catirina".
- 1997: Lançou o álbum "O Melhor de Papete".[11]
- 1999: Lançou o álbum "Tambô".[11]
- 2004: Lançou o álbum "Era Uma Vez...".[12]
- 2006: Lançou o álbum "Jambo".
- 2008: Lançou o álbum "Aprendiz de Cantador".
- 2010: Lançou o álbum "Estrada da Vitória".[11]
- 2013: Lançou o álbum "Senhor José".[13]
- 2015 - Novembro: Coordenou o projeto que deu origem à obra "Os Senhores Cantadores, Amos e Poetas do Bumba Meu Boi do Maranhão".
- 2016 - 26 de maio: Faleceu em São Paulo, São Paulo, vítima de câncer de próstata, aos 68 anos.[2][14]